# Guy Debord
Guy Debord, de nombre completo Guy Ernest Debord (París, 28 de diciembre de 1931-Bellevue-la-Montagne, 30 de noviembre de 1994) fue un filósofo, escritor y cineasta francés. Se consideraba ante todo como un estratega.
Conceptualizó la noción sociopolítica de «espectáculo», desarrollada en su obra más conocida, La Sociedad del espectáculo (1967). Debord fue uno de los fundadores de la Internacional Letrista (1952-1957) y de la Internacional Situacionista (1957-1972). Dirigió la revista en francés de la Internacional Situacionista.

## Biografía

### Juventud y contexto cultural e histórico
Muy pronto en su niñez, Guy Debord pierde a su padre, Martial Debord. El movimiento popular acaba en el callejón sin salida de la Segunda Guerra Mundial, y, al cumplir sus 17 años, todos los acontecimientos fundadores de lo que llamará La Sociedad del Espectáculo ya están presentes: la generalización de la tecnología, el espionaje generalizado, los campos de concentración, los bombardeos atómicos de Hiroshima y Nagasaki, la colaboración de clase del Partido comunista francés con la burguesía, el enfrentamiento «espectacular» Este/Oeste, y sobre todo la reconstrucción a crédito de Europa.
El fracaso del «último gran asalto del movimiento revolucionario proletario» está en el paisaje de la vida del joven Guy Debord. A su muy temprana edad, Debord, es un gran conocedor de los surrealistas y toma como figuras tutelares a Lautréamont y Arthur Cravan.
En 1951-1952, según las propias palabras de Debord, «nunca el campo de batalla había estado tan vacío». En medio de ese «desierto», sin embargo, la vida intelectual continúa. Del lado de los defensores de la democracia liberal: Aron, Mauriac, Malraux; del otro lado, todos los que gravitaban alrededor del PCF: Aragon, Sartre, Picasso. Durante ese periodo, el partido comunista atraía todavía a un buen número de artistas, escritores e intelectuales.
Otros rechazaban esa división. André Breton, Benjamin Péret, Jean Malaquais se habían acercado a los movimientos libertarios o de comunismo de izquierda trotskista después de haber estado cercanos a las tesis de Trotski. Gente sin etiqueta política como Boris Vian y Jacques Prévert hacían parte del paisaje intelectual de aquellos años. Georges Bataille acababa su obra. Maximilien Rubel por su parte analizaba la obra de Karl Marx fuera de los "dogmatismos" leninistas, mientras que los miembros de Socialisme ou Barbarie (Claude Lefort, Cornelius Castoriadis entre otros), intentaban una apertura, en una época dominada por el pensamiento estalinista y burgués. Es en ese momento que empiezan a desarrollarse con más amplitud los análisis críticos sobre la URSS y las «democracias populares», después del célebre Staline de Boris Souvarine y los análisis de Ante Ciliga (El País de la gran mentira y del enigma), Victor Serge, Karl Korsch o Anton Pannekoek contra el capitalismo de Estado y la dictadura estalinista.
Es a principios de los años 1950 que Guy Debord conoce Isidore Isou y los letristas (Maurice Lemaître, Gil J Wolman, Jean-Louis Brau, Marc'O…), encuentros decisivos que marcan sus compromisos futuros.

### El movimiento letrista
El escándalo de la proyección de la película Traité de bave et d'éternité de Isidore Isou en el festival de Cannes (abril de 1951) impacta al joven Debord y le abre el espacio de creación que es el cine. Debord participa en las actividades del grupo letrista, participación que acaba con otro escándalo, el «escándalo Chaplin».
Mientras tanto, Guy Debord participa en el único número de la revista Ion de Marc'O (abril de 1952) y publica la sinopsis de la primera versión (con imágenes) de su película Hurlements en faveur de Sade cuyo título le había sido sugerido por Isou. La primera película de Debord, al final sin imágenes y visualmente cercana de L'Anticoncept de Gil J. Wolman, alterna secuencias con la pantalla enteramente en negro o en blanco, y se compone de una banda sonora con frases poéticas desviadas de su contexto de origen, entrecortadas con largos silencios cuyo propósito es acelerar el proceso de negación-descomposición (lo que los letristas llaman lo "cincelante", en francés "ciselant") en el cine, proceso ya muy avanzado en otras artes como en pintura con el Cuadrado blanco sobre fondo blanco de Kasimir Malevitch o en literatura con Finnegans Wake de James Joyce. El objetivo es ir lo más directamente posible al proyecto de superación del Arte que es la principal preocupación de Debord y de los letristas. Debord pone así el punto de partida que llevará más tarde a la fundación de la Internacional Situacionista.
Así pues, en noviembre de 1952 nace la Internacional Letrista (I.L.) que marca sus distancias con el letrismo de Isou reinvidicando una actitud más cercana a los anarquistas y a los marxistas revolucionarios que al ideal de "creatividad generalizada" pregonada por Isou. En 1953, Debord escribe en una pared de la calle Seine de París la inscripción "Ne travaillez jamais" (en español, "No trabajéis nunca"), marcando así su rechazo al trabajo asalariado, rechazo que Debord mantendrá durante toda su vida. Ese eslogan volverá a aparecer masivamente durante la revuelta y las huelgas salvajes de Mayo del 68.
Los "internacionales" letristas encarnan una suerte de Saint-Germain-des-Prés alternativo, lejos de la fama del Tabou y Les Deux Magots donde se reúnen Sartre y Beauvoir. Viviendo de forma clandestina su rechazo de las normas sociales en el París de la posguerra que aún no ha sido reformado por los urbanistas, Debord y sus amigos ven en el París antiguo por el que se apasionan el decoro posible para una civilización futura lúdica, a condición de extenderlo y reformarlo según sus gustos. El bar Chez Moineau, rue du Four en París, se convierte en cuartel general. Varios libros analizan esa época como los de Jean-Michel Mension (La Tribu y Le Temps-gage) y Patrick Straram (Les bouteilles se couchent), o el álbum fotográfico del neerlandés Ed van der Elsken (Love on the left bank). Debord, más tarde en su vida, se acordará con nostalgia de ese breve periodo de su vida, por ejemplo en su enigmático libro Mémoires en colaboración con el pintor Asger Jorn. Durante esos años, elabora los conceptos de psicogeografía y de deriva. Los miembros de la Internacional letrista (Ivan Chtcheglov, alias Gilles Ivain, Mohamed Dahou, Guy Debord, Gaëtan M. Langlais, Michèle Bernstein, Patrick Straram y Gil J Wolman) exploran la ciudad de París para descubrir los diferentes ambientes propicios al extrañamiento psicogeográfico. En esa época se publican varios libros sobre ese París milenario y secreto que desaparecería pocos años después debido a la especulación inmobiliaria. Algunos de esos libros inspiran Guy Debord: Paris insolite de Jean-Paul Clébert, Rue des maléfices de Jacques Yonnet y Le Vin des rues de Robert Giraud. Debord también rinde homenaje en su libro de 1989 Panegírico al historiador Louis Chevalier que denunció esa destrucción del París antiguo en L'Assassinat de Paris.
Tras la creación de la revista L'Internationale lettriste en 1952, l'I.L. funda la revista Potlach que empieza a publicarse en 1954. El programa de Potlach anuncia: «trabajamos a la realización consciente y colectiva de una nueva civilización». En la revista belga Les Lèvres Nues (1954-1957) fundada por los surrealistas Marcel Mariën y Paul Nougé, Debord declara: 

Entre los diversos procedimientos "situacionistas" la deriva se presenta como una técnica de paso apresurado a través de ambientes variados. El concepto de deriva está conectado de forma indisoluble al reconocimiento de efectos de naturaleza psicogeográfica, y a la afirmación de un comportamiento lúdico-constructivo, lo que la opone a las nociones clásicas de viaje y paseo.

Es también en la revista Les Lèvres Nues que en 1956 Debord y Wolman publican un texto fundamental: Modo de empleo del détournement (en francés, Mode d'emploi du détournement). La Internacional Letrista se desmarca así radicalmente del letrismo de Isidore Isou, desarrollando una tarea teórica que desembocará pronto en la creación de la Internacional Situacionista.
Buena parte de la antigua vanguardia letrista que se quedó con Isou y Lemaître decide no seguir a Guy Debord en lo que considera una desviación política y continuará su ruta de forma independiente de la Internacional Letrista.

### Los comienzos de la Internacional Situacionista
1957 es para Guy Debord un año decisivo durante el cual en Cosio di Arroscia (Italia), se plantean las bases para una nueva vanguardia. La deriva, la creación de situaciones lúdicas, etc. son propuestas por Debord en el primer texto fundador de esta nueva vanguardia: Rapport sur la construction de situations et sur les conditions de l'organisation et de l'action de la tendance situationniste internationale.
Los primeros años están marcados por el reclutamiento de numerosos artistas que intentan experimentar diversos procedimientos que puedan integrarse a una nueva arquitectura de las ciudades como lo desean los situacionistas, entre ellos el neerlandés Constant que nombra estos procedimientos "urbanismo unitario" que serían propicios a la invención lúdica, la construcción de situaciones y la realización de nuevos deseos.
La I.S. también utiliza la provocación en el seno de la cultura oficial para propagar el empleo novedoso y revolucionario de las artes (por ejemplo, en abril de 1958 en una reunión oficial de críticos de arte internacionales). La I.S. considera que la crisis de las artes no es más que el síntoma de la aparición de un fenómeno más importante: la posibilidad de realizar directamente por primera vez en la Historia, la unión del Arte y de la vida, «no para rebajar el arte al nivel de la vida que existe actualmente, pero al contrario, para elevar la vida a lo que el Arte prometía», apoderándose de los medios que la burguesía ha desarrollado para su dominio sobre la naturaleza: "Nosotros hablamos de artistas libres, pero no hay libertad artística posible sin habernos apoderado antes de los medios acumulados en el siglo XX que son para nosotros los verdaderos medios de la producción artística, y que condenan a no ser de su tiempo los artistas que estén privados de dichos medios. [...] La dominación de la naturaleza puede ser revolucionaria o convertirse en arma absoluta de las fuerzas reaccionarias".
Con esta perspectiva, los situacionistas consideran que «la construcción de situaciones sustituirá el teatro en el sentido que la construcción real de la vida ha sustituido cada vez más a la religión».
En 1959, Debord conoce al grupo de intelectuales y obreros revolucionarios Socialisme ou Barbarie.
En 1960, Debord firma el Manifeste des 121 por el derecho a la insumisión en la Guerra de Argelia.
Debord continua su creación cinematográfica en 1959 con Sur le passage de quelques personnes à travers une assez courte unité de temps (Sobre el paso de unas cuantas personas a través de una unidad de tiempo bastante corta y Critique de la séparation (1961). En esas dos películas, analiza la vida alienada, separada por el cotidiano mercantil, donde cada uno debe perder su vida para conocer a los demás en un mundo separado por la mercancía.
El movimiento situacionista se ocupa cada vez menos de la muerte del arte y quiere englobar el proyecto de la superación del arte con el de una crítica global de la sociedad. La novedad no reside en la denuncia del capitalismo o de la alienación, pero sí en la crítica radical tanto de la forma como del contenido del sistema mercantil que aliena los individuos en su vida cotidiana.
Los situacionistas consideran a principios de los años 1960 que las condiciones para una revolución social son de nuevo favorables. La I.S. hace un paralelo entre los actos criminales del siglo XIX, el ludismo, interpretado según la visión marxista como el primer paso todavía primitivo de la constitución del movimiento obrero y los hechos todavía sin comprender de la época presente: "De la misma manera que la primera organización del proletariado clásico fue precedida al final del siglo XVIII y principios del XIX por una época de gestos isolados, «criminales», que tenían por objetivo la destrucción de las máquinas de producción que eliminaban a la gente de su trabajo, asistimos ahora a la primera ola de vandalismo contra las «máquinas del consumo» nos eliminan con la misma eficacia de la vida.
Los situacionistas se declaran los herederos de la Comuna de París de 1871.
En 1963, Debord conoce a Alice Becker-Ho con la cual se casa en 1972 tras divorciarse de Michèle Bernstein.

### Culminación de la Internacional Situacionista: Mayo del 68
Director de la revista Internationale Situationniste, Guy Debord cuenta con el apoyo del belga Raoul Vaneigem y del húngaro Attila Kotanyi. Llegan a la conclusión de que los «artistas» deben ser excluidos de la I.S. y sus posiciones desembocan en «las tesis de Hamburgo»; tesis que se resumen con la última de Marx sobre Feuerbach: «hay que realizar la filosofía». A este programa, clásico desde las Tesis sobre Feuerbach que Marx había asignado de oficio al proletariado, los situacionistas añaden el de superar y realizar el Arte.
La culminación de estos primeros años de crecimiento del movimiento es la publicación seguida de dos libros: La sociedad del espectáculo de Debord (publicado el 14 de noviembre de 1967, inicialmente por la editorial Buchet/Chastel y a partir de 1971, por Champ libre) y Tratado del saber vivir para uso de las jóvenes generaciones de Raoul Vaneigem (publicado el 30 de noviembre de 1967 por Gallimard). Si el libro de Vaneigem es circunstancial, en cambio el de Debord es más teórico ya que toma por referencia el pensamiento y las obras de Georg Lukács, Karl Korsch, y sobre todo Marx y Hegel. Debord articula la alienación «necesaria» de Hegel con lo que Marx llama «el carácter fetiche de la mercancía y su secreto», basándose en el estudio de Historia y consciencia de clase de Lukács, que plantea el sujeto alienado, la consciencia de clase alienada. A esta base económica de la alienación, Debord añade la imagen de la mercancía mediatizada a ultranza por la publicidad venida de Estados Unidos: para los situacionistas y la corriente marxista más crítica, la producción de mercancías condiciona cada aspecto de la vida social, y «El espectáculo es el capital, en un grado tal de acumulación que se transforma en imagen», pero «El espectáculo no es una colección de imágenes», escribe Debord, «sino una relación social entre la gente, mediada por imágenes». Esto quiere decir que todo aspecto anteriormente vivido se manifiesta ahora en una mera representación que abarcaría toda la vida social de las regiones capitalizadas. Esta última fase de la alienación devenida espectáculo es la enajenación del hombre tanto del mundo que le rodea como de su propia vida; ya no vive realmente, siendo solo un espectador de esta. Debord se referirá a esta manera alienada de vivir como no-vida (y cita el libro de Daniel J. Boorstin «No vamos a poner la imagen a prueba de la realidad, sino poner la realidad a prueba de la imagen»). Debord liga (al igual que Boorstin y otros como Orwell en Subir a por aire) el gran supermercado y el fin del mundo, el capitalismo de ferrocarril y el advenimiento de la sociedad llamada «del espectáculo». Más allá del «espectáculo difuso» de la sociedad capitalista en el oeste y del «espectáculo concentrado» del capitalismo de Estado de las «democracias populares», Debord solo encuentra una única sociedad espectacular-mercantil que hay que abatir.
El 22 de noviembre de 1966, sale a la luz en Estrasburgo un panfleto anónimo (hoy sabemos que el principal redactor fue Mustapha Khayati), De la misère en milieu étudiant. Pascal Dumontier la considera como un acontecimiento indisociable de los acontecimientos de Mayo de 1968 en su libro Les situationnistes et mai 1968, théorie et pratique de la révolution (1966-1972) (Éditions Gérard Lebovici, 1990). Su publicación provocó un gran escándalo, el diario Le Monde publicado el 26 de noviembre de 1966, con el artículo, «La Internacional situacionista toma el poder entre los estudiantes de Estrasburgo». Cuando llega el 22 de marzo de 1968 a la Universidad de Nanterre, la I. S. ya ocupa gracias a los enragés de René Riesel una posición alternativa, crítica y cualitativa, contraria a la oposición oficial representada por el Movimiento 22 de marzo que va a materializar el descontento en el seno de la universidad, provocando una reacción en cadena. Los situacionistas tomaron parte en el Consejo por el Mantenimiento de las Ocupaciones (CMDO).
La revista de la I.S. es ya muy conocida a pesar de una difusión bastante modesta (unos 400 ejemplares). Debord escribe el 10 de junio de 1968 a un corresponsal italiano: «Casi hemos hecho una revolución (…) Han asestado un golpe a la huelga (principalmente la CGT), pero toda la sociedad francesa está en crisis desde hace mucho tiempo»; y el 24 de diciembre de 1968: «Me gusta también mucho la cita del Cardenal de Retz, no sólo porque enlaza con los temas de la «imaginación al poder» y de «Tomad vuestros deseos por la realidad», pero también porque hay ese divertido parentesco entre la Fronda de 1648 y mayo de 1968: los dos únicos grandes movimientos en París que hayan estallado en respuesta inmediata a arrestos; y tanto uno como el otro, con barricadas». Para Debord, el Mayo del 68 es la culminación lógica de la I. S., que interpreta como «un movimiento revolucionario proletario que resurge tras medio siglo de aplastamiento», «que buscaba su consciencia teórica». En 1969, el último número de la revista de la I. S. empieza por el artículo cuyo título es: «El principio de una era» («Le commencement d’une époque»). En el libro La Véritable scission dans l'internationale (Champ libre, 1972), Debord ajusta cuentas con los que pretenden medrar gracias al prestigio de la I. S. y adelanta que una vanguardia debe saber morir cuando ha pasado su tiempo. Vaneigem es muy criticado en este libro, acusándosele de ser la tendencia derechista dentro de la I.S. Las tesis de Hamburgo son explicadas por primera vez de forma explícita: «para servir a la historia de la I. S.».

### Después de la I. S.
A partir de 1970, la vida de Guy Debord es cada vez nómada: vive, según las estaciones del año, entre París, Auvernia y Florencia donde mantiene una gran amistad con el situacionista Gianfranco Sanguinetti. Sus estancias en Italia le permiten observar de cerca las acciones contrarrevolucionarias que un Estado moderno está dispuesto a tomar ante la resurgencia de la subversión proletaria. En ese contexto explosivo, en todos los sentidos del término, de los años de plomo, Debord continua sus combates.
Guy Debord también conoce al productor de cine Gérard Lebovici, que financia tres de sus películas: la adaptación de La Sociedad del espectáculo (1973), un cortometraje Réfutation de tous les jugements, tant élogieux qu’hostiles, qui ont été jusqu’ici portés sur le film «La Société du spectacle» (1975) en el que Debord rechaza tanto los elogios como las críticas acerca de la película La Sociedad del espectáculo. Pero es con la película In girum imus nocte et consumimur igni (1978), un palíndromo en latín que significa «Damos vueltas por la noche y somos devorados por el fuego», que Debord alcanza su plena madurez. En esta película, Debord hace un balance melancólico, pero sin amargura, de su itinerario estético y político. Diez años después de Mayo del 68, también parece despedir las esperanzas revolucionarias nacidas alrededor de ese periodo.
Debord, a partir de 1972, ejerce una influencia cada vez más importante sobre Champ libre, la editorial de Gérard Lebovici que lo edita. Debord hace que la editorial publique a autores que considera importantes: Baltasar Gracián, Clausewitz, August von Cieszkowski, Anacharsis Cloots, Bruno Rizzi, Edward Sexby, pero sin asumir ningún cargo oficial dentro de la editorial. El objetivo estratégico de Gérard Lebovici y Guy Debord a través de Champ libre es de destapar la apariencia de las cosas para desvelar la realidad. Se trata de una tarea de desprogramación, de contrainformación, de desmitificación cuyo vector esencial es Champ Libre. Se trata de reaccionar a la alienación generalizada, mortífera, al condicionamiento mediático del individuo, a la incultura general obligatoria, a la tentación de apartar de la historia momentos apasionantes del arte y de la vida, y más generalmente, a la degradación de la calidad de la vida. El catálogo de Champ Libre es el símbolo de un concepto nuevo y esencial, noble contrapunto a la industrialización del mundo editorial.
En 1979, Debord traduce al francés las Coplas por la muerte de su padre de Jorge Manrique y el testimonio de un anarquista español de la Columna de Hierro, Protestation devant les libertaires du présent et du futur sur les capitulations de 1937 que una amiga española, Antónia López-Pintor, le había hecho descubrir. Debord se apasiona por España, su pueblo y su idioma. Participó en 1980 en la difusión de los Comunicados de la prisión de Segovia siendo el autor del texto "A los libertarios". Esa intervención tuvo gran repercusión y sirvió para obtener la liberación de varios prisioneros políticos. Debord alquila un apartamento en Sevilla en los años 1980 y pasa varias temporadas en España. Efectúa un viaje hasta el pueblo castellano-leonés de Rello, viaje que fue contado en el libro de Alice Becker-Ho, Là s'en vont les seigneuries.
Tras el asesinato misterioso el 5 de marzo de 1984 de su amigo y editor Gérard Lebovici, Debord es acusado por la prensa de todas las tendencias de ser directa o indirectamente responsable de la muerte de Lebovici. Debord defiende su honor denunciando a los calumniadores ante la Justicia que le da la razón y condena a varios periódicos franceses. Debord analiza y contesta a los ataques de la prensa en su libro Consideraciones sobre el asesinato de Gérard Lebovici. En este libro, Debord manifiesta su ira contra los que llama «los empleados de las escrituras del sistema de la mentira espectacular», rechaza en bloque tanto a los que le atacan como a los que le defienden, acusándolos a todos de colaborar con un sistema que él ha condenado en su totalidad: "La bajeza no se divide". En homenaje a su amigo, Debord decide prohibir la difusión de sus películas en Francia hasta su muerte. Decide publicar más a menudo en Champ Libre (que cambia de nombre y pasa a llamarse Éditions Gérard Lebovici) y manifiesta en privado un apoyo total a la viuda de su amigo fallecido que dirige la editorial.
En noviembre de 1985, Guy Debord ayuda Mezioud Ouldamer en la elaboración del ensayo Le Cauchemar immigré dans la décomposition de la France (en español, La Pesadilla inmigrante en la descomposición de Francia) mandándole documentación y consejos.
En 1988, los Comentarios sobre la sociedad del espectáculo, inspirados por la situación política en Francia e Italia, destacan la convergencia – reciente – de las dos variantes de organización del Capital, de la sociedad del espectáculo, hacia el espectacular integrado. El libro muestra que es en Francia y en Italia donde la sociedad del espectáculo está más avanzada. La mentira, la corrupción y el peso de los servicios secretos (y otras oficinas del gobierno) caracterizan los últimos desarrollos que desembocan en el espectacular integrado. Como lo recuerda Shigenobu Gonzalves en su libro Guy Debord ou la beauté du négatif (éditions Mille et une nuits, 1998, p. 49, réédition 2002 éditions Nautilus, p. 56), «Debord anuncia, en medio de la indiferencia general, el desmoronamiento de las dictaduras burocráticas de los países del Este». En el Prefacio a la cuarta edición italiana de «La Sociedad del espectáculo», Debord analiza la actividad de las Brigadas Rojas y sus presuntos lazos con los servicios secretos italianos, y de qué manera el ala derechista del partido cristiano-demócrata liderada por Andreotti y la logia P2 habían conducido a la eliminación de Aldo Moro, hipótesis no confirmada, pero pretendida en círculos izquierdistas.
Durante los años 1980, Guy Debord redacta tres textos para la revista post-situacionista Encyclopédie des Nuisances, dirigida por Jaime Semprún. En 1988, una breve polémica privada le opone a Jean-Pierre Baudet con motivo de la obra de Günther Anders cuyos análisis podían anunciar o anticipar los de Debord.
Para demostrar con su propio ejemplo que otra vida es posible, Guy Debord decide escribir su experiencia personal en Panegírico cuyo estilo fue comparado a los del Cardenal de Retz o La Rochefoucauld, aunque Debord rechazó esas comparaciones. Debord le dice al filósofo italiano Giorgio Agamben que no se considera un filósofo sino un estratega.

### Muerte y su figura actual
Aquejado de polineuritis alcohólica, Debord es tratado a principios de los años 1990 por Michel Bounan, un médico homeópata que comparte sus ideas. Tomando la delantera frente a esa enfermedad incurable, Guy Debord se suicida en su propiedad de Champot, cerca de Bellevue-la-Montagne en Haute-Loire, el 30 de noviembre de 1994. En un pasaje de Panegírico, alaba el alcohol y lo que la embriaguez le aportó en su vida y su obra, consciente de que su pésimo estado de salud estaba relacionado con su alcoholismo declarado y asumido. Casado con Michèle Bernstein en 1954, se volvió a casar con Alice Becker-Ho en 1972.
En enero de 2009, el Estado francés decidió clasificar la totalidad de los archivos de Guy Debord como patrimonio nacional con un decreto que impidió la venta de dichos archivos a la Universidad de Yale. Dicho decreto precisa que los archivos revisten una gran importancia para la historia de las ideas en la segunda mitad del siglo XX y para el conocimiento de uno de sus últimos grandes intelectuales (Journal officiel de la République française del 12 de febrero de 2009). La Bibliothèque nationale de France firma en marzo de 2010 un acuerdo con Alice Becker-Ho para la compra de los archivos. Una gran exposición de los archivos de Debord y un coloquio tuvieron lugar durante la primavera de 2013 organizados por la BnF.

## Pensamiento y teoría
Anselm Jappe, en un importante ensayo sobre Guy Debord, muestra que «la comprensión de las teorías de Debord necesitan ante todo que le situemos entre las teorías marxistas». En efecto, siguiendo las influencias de Henri Lefebvre, Joseph Gabel o de Socialisme ou Barbarie, desde el capítulo segundo de La Sociedad del espectáculo, Debord se apoya en las teorías de Karl Marx para construir su teoría del Espectáculo, y entre los pensadores marxistas, Georg Lukács cuenta entre los que más influyeron en Debord para sus escritos teóricos. Según Anselm Jappe, es necesario vincular la teoría del Espectáculo a la cuestión del análisis de la mercancía, de la reificación, del valor y del fetichismo de la mercancía ya que Debord se apoya sobre ella para elaborar su concepto crítico de Espectáculo. Centrando la teoría de Debord en su relación con Marx, Jappe también muestra que el Espectáculo no puede ser reducido a una lógica inmanente de la «imagen» por ella misma, como piensan ciertos intérpretes, pues lo que quiere demostrar el concepto crítico de Espectáculo es que «el espectáculo no es un conjunto de imágenes sino una relación social entre personas mediatizada por imágenes» (tesis 4 de La Sociedad del espectáculo). Debord no trata pues el «Espectáculo» de manera transhistórica, sino como una característica esencial de la sociedad contemporánea. Debord no hace parte de la continuidad de las «filosofías de la imagen» anteriores, y no hay ningún odio hacia la imagen en Debord como lo muestra su obra cinematográfica.
Así pues, la primera tesis de La Sociedad del espectáculo desvía la primera frase del Capital de Marx, donde la inmensa acumulación de mercancías ya constatada por Marx como reducción de la vida humana y su en torno a los criterios puramente cuantitativos se han agravado en el marco de una sociedad que ya únicamente puede proponer la calidad de forma puramente abstracta, es decir sobre el plano de la imagen, la calidad habiendo sido desde hace tiempo eliminada de la vida empírica del ser humano.
Demostrando que Debord se apoya sobre la interpretación que Lukács hace del pensamiento de Marx a través su identificación de la mercancía «como categoría universal del ser social total», Anselm Jappe escribe pues que «El problema no es únicamente la infidelidad de la imagen con lo que representa, sino el estado de la realidad que debe ser representada», Jappe reconociendo en el primer caso «una concepción superficial del fetichismo de la mercancía que solo ve una representación falsa de la realidad». Y Jappe añade que «lo que Debord critica no es pues la imagen en si, sino la forma imagen en tanto que desarrollo de la forma-valor» ella misma resultante de «la victoria destructora que ha conseguido en el terreno de la economía el valor de cambio enfrentada contra el valor de uso», por la cual se constituye la economía política. Dicha inversión, típica de la sociedad de la mercancía, en la cual el trabajo concreto se convierte en atributo del trabajo abstracto, el valor de uso en el del valor de cambio, que Marx ha analizado en el primer capítulo del El Capital, sobre todo en la cuarto apartado llamado «el carácter fetiche de la mercancía y su secreto» es recogida para designar «el desarrollo el más extremo de esa tendencia a la abstracción» que es el Espectáculo. Debord puede así decir del Espectáculo que su «modo de ser concreto es justamente la abstracción».
La teoría del espectáculo de Debord es pues una descripción de la etapa posterior del desarrollo de la «abstracción real» de la forma-valor (o forma-mercancía), de la sumisión del cuerpo social a sus leyes que transforma el conjunto de la sociedad según sus exigencias, no solamente ya en la esfera de la producción, como ya lo observó Marx acerca de la primera etapa de la economía política en sus Manuscritos de 1844, pero también en la esfera del «tiempo libre», por medio de la imagen de la falsa cohesión social que presenta el espectáculo quien, al mismo tiempo, visualiza los lazos sociales alienados entre los hombres (según Marx, «el capital es una relación social entre personas, la cual relación se establece por medio de cosas») y materializa por el éxito concreto de esa ideología, el resultado de la potencia acumulada, que contribuyen ellos mismos a edificar, volviendo después «de forma fragmentaria al individuo fragmentado, absolutamente separado de las fuerzas productivas operando como un conjunto» en tanto que «abundancia de la desposesión», «supervivencia aumentada» que «sigue conteniendo la privación». Se puede así analizar el recorrido que empieza en el trabajo abstracto para representarse primero en el valor de cambio y después materializarse en el dinero; la acumulación del dinero que se transforma después, a partir de un cierto umbral, en capital; para abocar finalmente en «espectáculo» que es «el capital a un grado tal de acumulación que se convierte en imagen». Esta ideología subyacente, por la cual la clase burguesa impone el resultado irracional de su modo de producción como conjunto racional coherente e indiscutible a las masas atomizadas donde toda comunicación directa entre productores se ha disuelto con la de las comunidades, «dictadura totalitaria del fragmento» que esconde «los conjuntos y sus movimientos», influencia a su vez la actividad social real de forma que, «ahí donde el mundo real se cambia en simples imágenes, las simples imágenes se cambian en seres reales, y las motivaciones eficientes de un comportamiento hipnótico», la ideología se materializa.
Debord opone la «fuerza material poseída de forma abstracta por la sociedad», de forma abstracta ya que está monopolizada por los especialistas al poder y mantenida en los marcos jerarquizados y asfixiantes del Viejo Mundo por un lado, y la desposesión del proletariado, reforzado objetivamente en los años 1960, por la generalización del concepto de asalariado, identificado como «la inmensa mayoría de trabajadores que han perdido todo poder sobre el empleo de sus vidas», fuente de esa misma fuerza material, por el otro lado, que a pesar de que ha liberado la sociedad de la supervivencia inmediata «no se ha liberado de la antigua penuria ya que exige la participación de la gran mayoría de hombres, como trabajadores asalariados, a la continuación infinita de su esfuerzo; y cada uno sabe que debe someterse o morir».
Al contrario de numerosos pensadores y sociólogos de su época, Guy Debord no abandona el pensamiento de Marx, a pesar del error superficial de Marx sobre el empobrecimiento ineluctable del proletariado, hipótesis efectivamente desmentida en los años 1960. Debord retoma la obra de Marx confrontándola a los cambios inesperados de su época para comprender como «la vieja sociedad de clases se había mantenido en todas partes modernizando considerablemente su opresión, y desarrollando con siempre más abundancia sus contradicciones», concluyendo, «que el ESPECTÁCULO era la nueva cara del CAPITAL habiendo provisoriamente resuelto sus contradicciones iniciales; y que había que retomar la crítica de Marx a partir de esa nueva realidad».
Por su referencia explícita a La Esencia del cristianismo de Ludwig Feuerbach, Debord identifica el espectáculo a la recaída, a un nivel superior, de la sociedad en el mito, una nueva religión (en el sentido de proyección imaginaria del hombre en una trascendencia de la cual no reconoce que es la encarnación de sus propios poderes separados de él mismo), donde el hombre, aunque sujeto consciente en relación con la naturaleza («el gran proyecto de la burguesía») todavía no lo es con respecto a su propia producción, que se impone, entonces, como un nuevo fatum. En ese contexto, «el enemigo del proletariado es en definitiva el producto de su propia actividad alienada, sea bajo la forma económica del capital, sea bajo la forma política de burocracias sindicales o de partido, o bajo la forma psicológica del condicionamiento espectacular». Anselm Jappe analiza esta nueva fatalidad en los siguientes términos:

La economía mercantil se presenta como el sucesor de la naturaleza, y la burguesía como su gestor. El hecho que el verdadero fundamento de la historia sea la economía, es decir un producto del hombre, debe permanecer en el inconsciente ; por consiguiente, la posibilidad de una historia consciente y vivida por todos debe permanecer en la sombra. Es en ese sentido que Debord interpreta la célebre frase de Marx en Miseria de la filosofía, según la cual la burguesía, después de haber tomado el poder, piensa que "hubo historia, pero ya no hay" (La Sociedad del espectáculo, tesis 143).

Debord, después de Lukács, observa el hecho que la economía haya llegado a dirigir toda la vida social, pues es solamente así que puede abandonar su base inconsciente y ser por fin plenamente reconocida por los individuos:

«Pero la economía autónoma se separa para siempre de la necesidad profunda en la misma medida que sale del inconsciente social que dependía de ella sin saberlo». «En el momento que la sociedad descubre que depende de la economía, la economía, de hecho, depende de ella. Esta potencia subterránea, que ha crecido hasta aparecer de forma soberana, ha perdido también su potencia. Donde estaba el eso económico debe llegar el yo».

El eso económico puede pues ser identificado a las fuerzas del inconsciente social mediante las cuales la economía política mantiene sin cambios sus relaciones de producción e impide que sean reorientadas, soberanamente, las fuerzas productivas. Esto es particularmente flagrante con el fenómeno de la polución que la I.S. había, de alguna forma, anticipado tomando en cuenta los dos términos de la alternativa:

El viejo esquema de la contradicción entre fuerzas productivas y relaciones de producción no debe ya entenderse como una condena automática a corto plazo de la producción capitalista que estaría estancada y sería incapaz de continuar su desarrollo. Pero esta contradicción debe interpretarse como la condena (cuya sentencia queda por ejecutarse con las armas necesarias) del desarrollo a la vez mezquino y peligroso que lleva a cabo la autoregulación de esta producción, en comparación del grandioso desarrollo posible que se apoyaría sobre la presente infraestructura económica.

Debord no hace más que confirmar estas reflexiones antiguas de la I.S. cuando el fenómeno de la polución aparece efectivamente al principio de los años 1970, viendo tan solo «el final forzado del proceso antiguo» el síntoma de una sociedad que todavía no ha superado su división en clases antagonistas por la cual se ejerce «la dictadura de la economía independiente sobre la sociedad» y que engendra, por eso mismo, nuevas contradicciones en relación con el desarrollo puramente cuantitativo de la mercancía «en la cual se ha integrado el desgaste tanto a los objetos producidos como a sus imágenes espectaculares, para mantener el carácter estacional del consumo, que justifica el incesante esfuerzo productivo y mantiene la proximidad de la penuria», pero que se transforma, con el tiempo, en «realidad cumulativa» y «vuelve bajo la forma de la polución»:

Una sociedad cada vez más enferma, pero siempre más potente, ha recreado en todas partes el mundo como entorno y decoro de su enfermedad, como planeta enfermo. Una sociedad que todavía no es homogénea y que no está determinada por ella misma, sino por una parte de ella misma que se sitúa por encima de ella, que le es exterior, ha desarrollado un movimiento de dominación de la naturaleza que no se ha dominado a sí mismo. El capitalismo por fin ha aportado la prueba, por su propio movimiento, que ya no puede desarrollar las fuerzas productivas; y no cuantitativamente como muchos lo habían creído, pero cualitativamente.

En ese contexto de un «mundo realmente invertido» donde «lo verdadero es un momento de lo falso», Debord llega a conclusiones parecidas a las de Günther Anders en La obsolescencia del hombre (1956) cuando anuncia que «la historia de las ideologías ha terminado»: El «Todo es menos verdadero que la suma de las verdades de sus partes o, para darle la vuelta a la célebre frase de Hegel: «El Todo es la mentira, solo el Todo es mentira». La tarea de los que nos entregan la imagen del mundo consiste en confeccionar a nuestra intención un Todo mentiroso a partir de múltiples verdades parciales». «Nuestro mundo actual es «postideológico»: ya no necesita ideología alguna. Lo cual significa que es inútil preparar falsas visiones del mundo, visiones que difieran del mundo, ya que la marcha del mundo es ya un espectáculo arreglado. Mentir se convierte en superfluo cuando la mentira se ha convertido en verdad».
Con frecuencia se considera a la I.S. como el principal catalizador teórico de la tentativa de revolución de mayo de 1968 con base en París.

## Internacional situacionista
Producto de la fusión entre los letristas más virulentos y los miembros del grupo Bauhaus Imaginiste de Asger Jorn, la Internacional situacionista es fundada el 27 de julio de 1957 en la localidad italiana de Cosio d'Arroscia. Después de un breve periodo exclusivamente consagrado a la búsqueda de la superación del arte, los situacionistas se dedican a refundar una teoría revolucionaria del mundo moderno. Critican a la vez la sociedad espectacular-mercantil del Oeste y el capitalismo de Estado del Este. Cercanos durante algún tiempo al grupo Socialisme ou barbarie, grupo al cual participa Guy Debord en 1960-61 y del filósofo marxista Henri Lefebvre, los situacionistas se vuelven cada vez más críticos y sus acciones no paran de intensificarse a lo largo de los años 1960, a pesar de que rara vez sean más de una docena de miembros. Son favorables a la instauración de consejos obreros y desenvuelven un papel clave en la revuelta de Mayo del 68 participando en los combates callejeros y asociándose al grupo radical anarquista los Enragés (Iracundos) para ocupar la Sorbonne e impulsar el movimiento de huelga en las fábricas durante la jornada decisiva del 15 de mayo de 1968.
Tras este éxito (10 millones de huelguistas "salvajes" en toda Francia), rápidamente frenado por la falta de influencia de los elementos más radicales sobre el movimiento obrero controlado por los sindicatos que se dedicaron a salvar el régimen de De Gaulle (acuerdos de Grenelle), los situacionistas se refugian en Bélgica desde donde difunden el texto Enragés et situationnistes dans le mouvement des occupations, relato de sus acciones durante esa gran revuelta. Debord rechazó tomar la posición de jefe y pronto puso fin a la Internacional situacionista justo en el momento que alcanzaba su mayor grado de fama y cuando decenas de "revolucionarios" pasivos e idealistas, llamados despectivamente "pro-situs" por Debord, seducidos por el prestigio de la I.S., buscaban enrolarse en sus filas. Debord aprovechó ese momento para explicar con claridad la necesidad imperiosa de acabar con la I.S. en un texto fundamental para comprender las particularidades de los situacionistas: La Véritable scission dans l'Internationale Situationniste, publicado en abril de 1972.

## El Juego de la Guerra

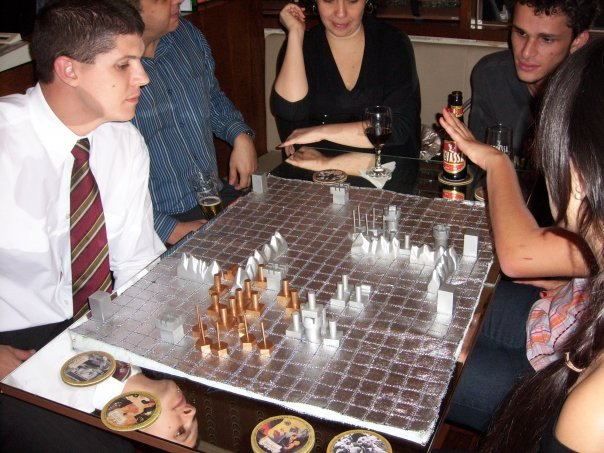
El juego de la guerra en el Class Wargames club night, Café com Letras, Belo Horizonte, Brasil, 29 de abril de 2009.

En 1965, Guy Debord registra la patente de un Jeu de la Guerre (también llamado Kriegspiel, o en español Juego de la Guerra) que había imaginado diez años antes. En 1977, Debord se asocia con Gérard Lebovici para fundar una sociedad llamada «Les Jeux stratégiques et historiques» cuyo propósito es la producción y publicación de juegos. Unos cuantos ejemplares en cobre plateado del Juego de la Guerra son fabricados por un artesano y las reglas del juego (Règle du «Jeu de la Guerre») son publicadas en francés y en inglés. En 1987, aparece el libro Le Jeu de la Guerre (Éditions Gérard Lebovici, reeditado por Gallimard en 2006) en el que quedan descritos todos los movimientos de una partida. Un modelo rudimentario del juego había sido difundido en ese momento.
El juego está basado sobre las leyes establecidas por la teoría de la guerra de Carl von Clausewitz y tiene pues como modelo histórico la guerra clásica del siglo XVIII, prolongado por las guerras de la Revolución francesa y del Imperio de Napoleón.
El Juego de la Guerra enfrenta a dos adversarios en un tablero de 500 casillas de 20 líneas sobre 25 columnas. El tablero está dividido en dos territorios (norte y sur) en cada uno de los cuales se encuentran una cadena montañosa, un puerto, dos arsenales y tres fortalezas.
Cada jugador tiene una red de líneas de comunicación que debe ser mantenida y protegida. Estas líneas de comunicación irradian desde los dos arsenales de cada jugador, sobre las líneas verticales, horizontales y diagonales. Cada jugador dispone también de dos unidades de transmisiones que tienen la capacidad de reflejar las líneas de comunicación. Las unidades combatientes de un mismo bando deben permanecer en enlace con su red de comunicación o, si no, se arriesgan a ser capturadas. Las líneas de comunicación pueden ser interceptadas por el enemigo, y tienen pues una gran importancia estratégica.
El objetivo del juego es destruir al enemigo, sea eliminando todas sus unidades combatientes, sea capturando a sus dos arsenales.
En 2007, la editorial inglesa Atlas Press publica El Juego de la Guerra en inglés (A Game of War) incluyendo el tablero y las piezas del juego. Una adaptación informática del juego apareció en internet en 2008.
Guy Debord en su libro Panegírico publicado en 1989, comenta de esta manera este juego: 

He estado muy interesado en la guerra y en los teóricos de la estrategia, pero también en los recuerdos de batallas y en otros innumerables trastornos que la historia menciona, remolinos en el curso del tiempo. No ignoro que la guerra es el campo del peligro y de la decepción, tal vez en mayor medida que otros aspectos de la vida. Sin embargo, esta certeza no ha logrado disminuir la atracción que siento por ella. 

He estudiado, por lo tanto, su lógica. Por otro lado, hace ya mucho tiempo que logré presentar los fundamentos de sus movimientos en un juego de mesa sumamente simple: las fuerzas en conflicto y las contrastantes necesidades impuestas a las operaciones de cada una de las partes. He practicado este juego y aprovechado sus enseñanzas a lo largo de mi vida -en la cual también determiné cuáles serían las reglas del juego para luego seguirlas. Las sorpresas que depara este Kriegspiel parecen inagotables; y me temo que puede ser la única de mis creaciones a la que alguien reconocerá cierto valor en el futuro. Sobre la cuestión de si hice un buen uso de estas enseñanzas, dejaré que sean otros quienes saquen sus conclusiones.

Entonces, ¿cómo puede explicarse el gusto tan pronunciado de Debord por la estrategia y la guerra, que tanto contrasta con la orientación generalmente antimilitarista de la crítica social moderna? Según el ensayista Anselm Jappe, autor de varios textos sobre Debord, este gusto por la guerra proviene de Aquiles, el autor de grandes hechos y grandes palabras (ver La Iliada) que para los griegos preplatónicos era el modelo de la grandeza humana. Debord también es autor de grandes palabras, y no solo en el sentido del escritor, sino como acto histórico. Debord estaba convencido de su eficacia ("tan grande es la fuerza de la palabra dicha en el momento preciso", cf. In girum imus nocte).
A partir de principios de los años 1950 y de los tiempos letristas, Debord insistió sobre las grandes acciones y las grandes palabras que debían de vivirse realmente, en la vida cotidiana, sobre el modo de la epopeya (por ejemplo con la deriva urbana), en comparación de la cual la fijación en una obra de arte ya es una decadencia. La crítica del arte separado y la idea de su realización encuentran ahí una de sus raíces.
El arte del comportamiento preconizado por los situacionistas es semejante al de la vida griega de la que habla Hannah Arendt (cf. La crisis de la cultura), según la cual la acción es muy superior a la obra y aún más al trabajo. Concepción de la vida y del arte cercana a la de Arthur Cravan que Debord tanto admiraba. Y como lo recuerda la propia Arendt, Aquiles, que para los griegos era el modelo más logrado del hombre, esas acciones son ante todo acciones guerreras. Esto explicaría el gusto de Guy Debord por la guerra y la estrategia. Pues la guerra es por excelencia un comportamiento puro, una acción que merece permanecer en la memoria, pero que no crea una obra, al contrario.
Por otra parte, Guy Debord también se interesó de cerca por el póker.
Bajo su impulso, la editorial Champ libre publica varios teóricos de la estrategia como  Carl von Clausewitz, Antoine de Jomini, Charles Ardant du Picq, W.F.P. Napier, Maurice Serin, y una biografía de Michel Barclay de Tolly (Le Général Hiver).

### Obras de Debord en español
- Para acabar con la comodidad nihilista (1953).
- Manifiesto Situacionista (1957).
- Memorias (1959).
- La sociedad del espectáculo (1967), editado en Miguel Castellote 1976, reeditado por Pre-Textos (2000 y 2003).
- Textos situacionistas sobre los consejos obreros (1977), editado en Campo Abierto Ediciones.
- Comunicados de la prisión de Segovia por Grupos Autónomos (1980), incluye un texto de Guy Debord, A los libertarios, reed. Muturreko burutazioak, Bilbao, 2000.
- In girum imus nocte et consumimur igni (1978), editado en Anagrama (2000).
- Consideraciones sobre el asesinato de Gérard Lebovici (1985), editado en Anagrama (2001).
- Comentarios sobre la sociedad del espectáculo (1988), editado en Anagrama (1990), reeditado en 2003.
- Panegírico (1989), editado en Acuarela Ediciones (1999).
- «Esa mala fama...» (1993). Pepitas de Calabaza, Logroño, 2011. Trad. de Federico Corriente. ISBN 978-84-937671-9-8
- El nacimiento de la Internacional Situacionista. Correspondencia - Vol. 1 - junio 1957 – agosto de 1960. Editorial Materia oscura, Segovia, 2021.

#### Otros textos
- Internationale situationniste, París, 1958–1969. Reedición integral de los 12 números de la revista, Van Gennep, Ámsterdam, 1970. La editorial Champ Libre volvió a reeditar la colección completa en 1975 y Fayard lo hizo en 1997. Hay traducciones completas al alemán: Situationistische Internationale, Gesammelte Ausgabe des Organs der Situationistischen Internationale, Hamburg 1976–1977, al inglés y al castellano: Internacional situacionista: textos completos en castellano de la revista Internationale situationniste (1958–1969), Madrid: Literatura Gris, [1999–2001].
- Un Faulduo Nº2, Buenos Aires, 2006–2009.

### Obras en francés
- Hurlements en faveur de Sade (synopsis), revista Ion, abril de 1952 (Rééd. Jean-Paul Rocher, 1999).
- Rapport sur la construction des situations, Internationale lettriste, 1957; Mille et une Nuits, 1999. También en Documents relatifs à la fondation de l'Internationale situationniste (1948-1957), Éditions Allia, 1985.
- Contre le cinéma, guiones de las tres primeras películas de Debord con fotogramas de las películas, editado y con un prefacio de Asger Jorn, Institut scandinave de vandalisme comparé, Aarhus, Danemark, 1964.
- Le Déclin et la chute de l'économie spectaculaire-marchande, folleto publicado anónimamente en 1965 y en la revista IS en 1966 con motivo de la revuelta del barrio de Watts en Los Ángeles. Debord lo vuelve a publicar en 1993 tras una nueva revuelta en Los Ángeles (Les Belles Lettres, 1993).
- Le Point d'explosion de l'idéologie en Chine, folleto que contradice a los intelectuales franceses promaoístas. Este texto también fue publicado en la revista I.S. en 1967.
- La sociedad del espectáculo, Buchet-Chastel, 1967; Champ libre, 1971; Éditions Gallimard, 1992.
- Œuvres cinématographiques complètes, Champ libre, 1978; Gallimard, 1994.
- Préface à la quatrième édition italienne de «La Société du spectacle», Champ libre, 1979; Gallimard, 1992.
- Consideraciones sobre el asesinato de Gérard Lebovici, éditions Gérard Lebovici, 1985; Gallimard, 1993.
- Comentarios sobre la sociedad del espectáculo, éditions Gérard Lebovici, 1988; Gallimard, 1992.
- Panégyrique, tome premier, éditions Gérard Lebovici, 1989; Gallimard, 1993.
- In girum imus nocte et consumimur igni. Édition critique, éditions Gérard Lebovici, 1990; Gallimard, 1999.
- «Cette mauvaise réputation…», Gallimard, 1993.
- Des contrats, Le temps qu'il fait, 1995.
- Panégyrique, tome second, Arthème Fayard, 1997.
- La planète malade, Gallimard, 2004.
- Todos los libros de Guy Debord y varios textos inéditos fueron reunidos en un volumen de Œuvres, Gallimard, colección Quarto, 2006.
- Enregistrements magnétiques (1952-1961), Gallimard, 2010.

### Obras en colaboración
- Potlatch (1954-1957), éditions Gérard Lebovici, 1985; Allia, 1996; Gallimard, Folio, 1996. Los 29 boletines de la revista también están reproducidos en Documents relatifs à la fondation de l'Internationale situationniste (1948-1957), Allia, 1985.
- Fin de Copenhague, con Asger Jorn, Bauhaus Imaginiste, Copenhague, 1957; Allia, 1986.
- Mémoires, con Asger Jorn, Internationale situationniste, Copenhague, 1958; Les Belles Lettres, 1993; Allia, 2004. Se trata del segundo libro de Jorn y Debord después de Fin de Copenhague y fue también impreso por Permild y Rosengreen, pero en más ejemplares. Debord aportó un cuidado meticuloso a la hora de elegir los "elementos prefabricados" que componen el libro. El libro fue concebido durante el invierno 1957-58, impreso en Copenhague en otoño de 1958, a pesar de la indicación "impreso en 1959". Debord advirtió que "todos los libros y periódicos aquí utilizados han sido publicados, como más tarde, en 1957, y generalmente antes". La reedición en 1993 por Les Belles Lettres estuvo limitada a 2300 ejemplares.

- Internationale Situationniste, (12 números publicados entre 1958 y 1969). Reedición en un volumen por Van Gennep, 1970; Champ libre, 1975; Arthème Fayard, 1997.
- Enragés et situationnistes dans le mouvement des occupations, con René Viénet, Raoul Vaneigem, Mustapha Khayati y René Riesel, Gallimard, 1968; Gallimard, 1998.
- La Véritable Scission dans l’Internationale - circulaire publique de l'Internationale Situationniste, con Gianfranco Sanguinetti, Champ libre, 1972; Arthème Fayard, 1998. De hecho, Debord fue el único autor de este libro.
- Coordination des groupes autonomes d'Espagne, Appels de la prison de Ségovie, Champ Libre, 1980. Debord es el autor del texto Aux libertaires ("A los libertarios") que está en el primer capítulo.
- Le Jeu de la Guerre (con Alice Becker-Ho), éditions Gérard Lebovici, 1987; nueva edición corregida y aumentada, Gallimard, 2006. Debord creó este juego de estrategia en los años 1950.

### Correspondencia
- Correspondance, ocho volúmenes publicados, Arthème Fayard, 1999-2010.
- Le marquis de Sade a des yeux de fille, Arthème Fayard, 2004.
- Éditions Champ Libre, Correspondance en dos volúmenes, Champ Libre, 1978 y 1981.
- Jean-François Martos, Correspondance avec Guy Debord, Le fin mot de l'histoire, 1998. Este libro fue prohibido por la justicia de Francia al haber sido publicado sin la autorización de Alice Becker-Ho y la editorial Fayard.

### Textos traducidos por Guy Debord
- Censor (pseudónimo de Gianfranco Sanguinetti), Véridique Rapport sur les dernières chances de sauver le capitalisme en Italie, traducido del italiano, Champ Libre, 1976; éditions Ivrea.
- Protestation devant les libertaires du présent et du futur sur les capitulations de 1937 par un «Incontrôlé» de la Colonne de fer, traducido del español con Alice Becker-Ho, edición bilingüe, Champ Libre, 1979. Este texto figura en el volumen de Œuvres editado por Gallimard en la colección Quarto en 2006.
- Jorge Manrique, Stances sur la mort de son père, traducidas del castellano con una nota de presentación, edición bilingüe, Champ Libre, 1980; éd. Le Temps qu'il fait, 1996.
- Federico García Lorca, traducción en 1988 del poema «La Casada infiel» (en francés, "La Mariée infidèle") (in Œuvres, coll. Quarto, Gallimard, 2006 y también en Correspondance, volume 7, Fayard, 2008). Esta traducción fue publicada inicialmente en 2004 en el libro Trois arbres ils ont abattus, éditions William Blake & Co.

### Películas
- Hurlements en faveur de Sade (Lamentos en favor de Sade), 1952.
- Sur le passage de quelques personnes à travers une assez courte unité de temps (Sobre el tránsito de algunas personas en el transcurso de un breve período), París, 1959 (cortometraje, Dansk-Fransk Experimentalfilmskompagni).
- Critique de la séparation (Crítica de la separación), París, 1961 (cortometraje, Dansk-Fransk).
- La Société du spectacle (La Sociedad del espectáculo), París, 1973 (Simar Films).
- Réfutation de tous les jugements, tant élogieux qu’hostiles, qui ont été jusqu’ici portés sur le film «La société du spectacle» (Refutación de todos los juicios, tanto elogiosos como hostiles, que han sido hechos sobre la película «La sociedad del espectáculo»), París, 1975 (cortometraje, Simar Films).
- In girum imus nocte et consumimur igni[101] (Damos una vuelta por la noche y somos consumidos por el fuego), 1978 (Simar Films). Esta película, la última que hizo Debord, es en gran parte autobiográfica. Comienza con una crítica despiadada del espectador.
- Guy Debord, son art, son temps (Guy Debord, su arte y su tiempo), 1995 (película para televisión, por Guy Debord y Brigitte Cornand, Canal Plus).
- Œuvres cinématographiques complètes, estuche de 3 DVDs, todas las películas de Debord y el telefilm Guy Debord, son art et son temps, Gaumont, 2005.[102]
- Películas en línea: Films de Guy Debord
- Películas descargables: DEBORD Archivado el 21 de septiembre de 2013 en Wayback Machine.

### Juegos
- Le Jeu de la Guerre (1965), adaptado en videojuego en 2008[103]

### Canciones
- Pour en finir avec le travail, chansons du prolétariat révolutionnaire, disco LP producido por Jacques Le Glou en 1974. Reeditado en compact disc en 1998 por EPM Musique. Debord ha desviado los textos de dos canciones (La Java des Bons-Enfants y Chant des journées de mai) así como los apuntes históricos que acompañan las nueve canciones del disco.[104]

### Libros sobre Guy Debord
- Tom Bunyard, Guy Debord. Tiempo, historia y espectáculo. Marxismo Hegeliano y Teoría situacionista, Editorial Irrecuperables, 2024.
- Anselm Jappe, Guy Debord, editorial Anagrama, 1998.
- Greil Marcus, Rastros de carmín, editorial Anagrama, 1996.
- Jean-Marc Mandosio, En el caldero de lo negativo, Pepitas de Calabaza, Logroño, 2006, ISBN 84-96044-64-5.
- Jean-François Martos, Historia de la Internacional Situacionista, Editorial Montemira, San José, Costa Rica, 2012, ISBN 9789930940754.
- Christophe Bourseiller, Vie et mort de Guy Debord, Plon, 1999 (en francés).
- Andy Merrifield, Guy Debord, Reaktion Books, 2005, ISBN 1861892616 (en inglés).
- Alice Becker-Ho, D'azur au triangle vidé de sable, Le temps qu'il fait, 1998 (en francés).
- Stéphane Zagdanski, Debord ou la diffraction du temps, Gallimard, 2008 (en francés).
- El cadáver de Dios, artículo de Montero Glez., Revista Jot Down, febrero de 2018.